# Citroën Dyane

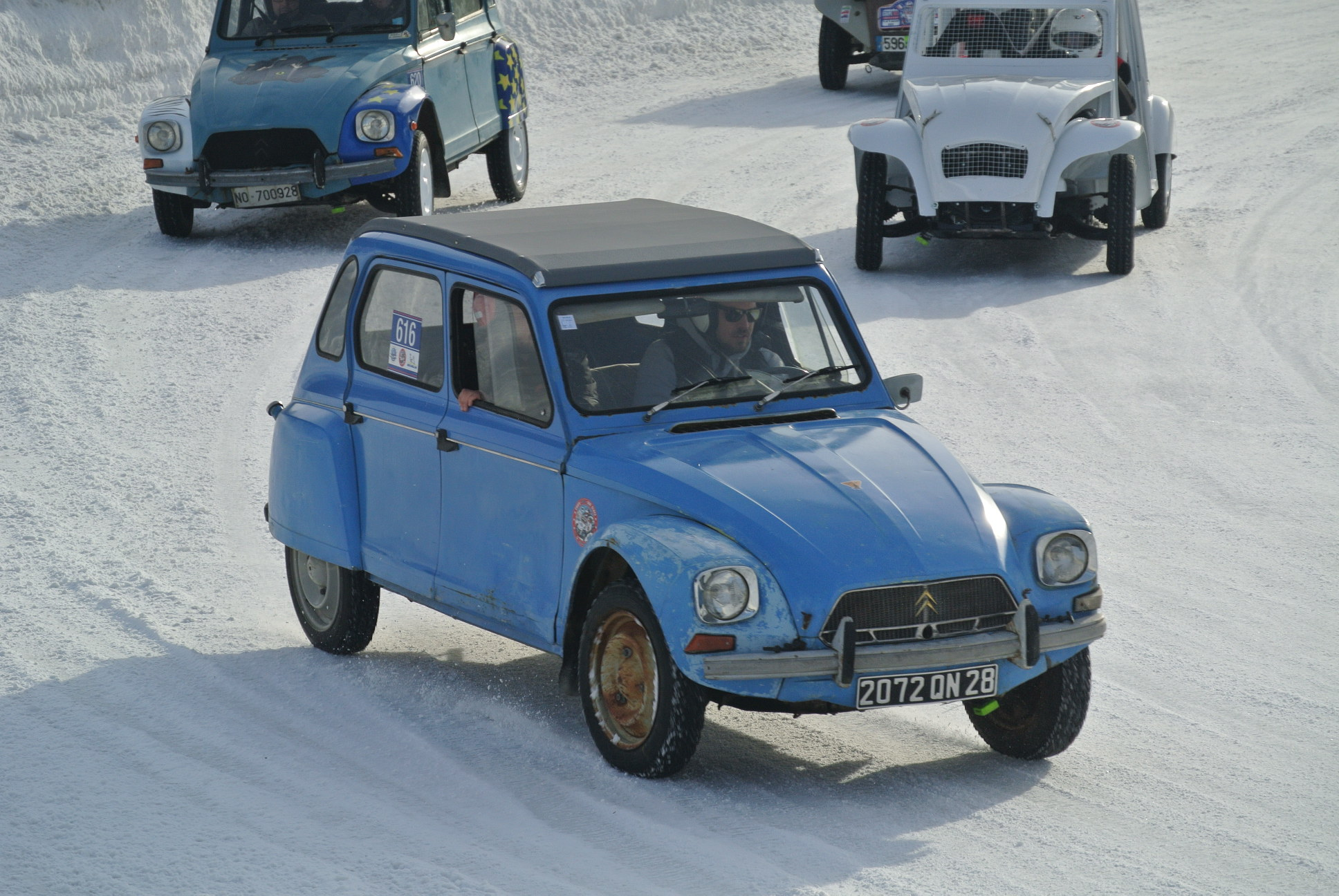
Une Dyane lors de la ronde hivernale historique de Serre-Chevalier en janvier 2020, catégorie Coupe 602

La Citroën Dyane est une voiture fabriquée par le constructeur français Citroën à 1,4 million d'exemplaires d'août 1967 à 1983.
La Dyane est basée sur la 2 CV (châssis plateforme, capote en toile) et s'en distingue notamment par son hayon et ses projecteurs intégrés aux ailes.

## Présentation

### Cahier des charges
En 1964, les ventes de la 2 CV sont en baisse, dépassées par celles de la récente Renault 4. La Régie Renault, qui avait inspecté la 2 CV à la loupe, avait lancé une rivale revue et corrigée : la Renault 4 (« 4L »). La « 4L » était plus puissante, aussi facile à vivre et pratique que la « deuche » avec en plus, une cinquième porte.
L'Ami 6 étant sur un segment au-dessus, M. Bercot, directeur chez Citroën, dressa lui-même le cahier des charges de la future Citroën concurrente de la Renault 4 : 
- équiper le modèle d'un hayon (il avait été contre, cela faisait trop « utilitaire ») ;
- limiter la puissance fiscale à 2 chevaux fiscaux (la « 4L » en avait quatre) ;
- fabriquer à moindre coût en réutilisant de nombreuses pièces issues de la 2 CV et de l'Ami 6 ;
- utiliser les chaînes de montage de la 2 CV.

Ce dernier point fut déterminant pour la Dyane. La réutilisation des chaînes de montage de la 2 CV permettait de grosses économies. Et si le nouveau modèle se vendait bien, la 2 CV pouvait rapidement céder la place à la nouvelle version.
Le revers de la médaille fut que les dimensions extérieures de la voiture étaient prédéterminées et ceci à cause de la plate-forme : la future Dyane ne pouvait être plus large que la 2 CV.

### Créée par Panhard
Pierre Bercot eut un problème d'organisation. À l'époque, le styliste Flaminio Bertoni venait de décéder et Robert Opron fut nommé comme successeur pour dessiner les carrosseries. De plus, comme le bureau d'études était déjà occupé à diverses tâches telles que le restylage de la DS et de l'Ami 6, Bercot décida de sous-traiter le dessin au bureau d'études de Panhard et Levassor. Cette société venait d'être acquise par Citroën.
Chez Panhard, c'est Louis Bionier qui est chargé du dessin. Celui-ci comporte de nombreux éléments de style en « V » ou trapézoïdaux présents sur les montants de pare-brise ou les premiers volants. Quand Bionier montra ses premiers croquis à la direction de Citroën, elle ne fut pas satisfaite. L'avant était trop lourd et ressemblait trop à l'Ami 6. L'arrière n'enthousiasmait pas non plus.

### Revue par Citroën
Citroën laissa Jacques Charreton, collaborateur de Robert Opron, qui venait d'être embauché, peaufiner les dessins. On lui doit le nez et l'arrière caractéristique de la Dyane.
Les portes concaves de la Dyane ne sont pas nées d'un désir de styliste. Robert Opron a expliqué que les portes, pour être rigides, ne pouvaient pas être plates. L'idéal aurait été de les faire convexes. Vu les contraintes de dimensions pour une largeur égale à celle de la 2 CV, elles sont finalement concaves. Flaminio Bertoni aurait inventé les portes concaves en espérant qu'elles réfléchissent le bruit comme un miroir.
Jacques Charreton voulut des optiques carrées. Pour des raisons d'économie, Citroën a opté pour des projecteurs ronds avec un enjoliveur carré. Le tableau de bord fut dessiné par Henry Dargent. Son dessin sera en partie repris sur l'Ami 8. Le tableau de bord de la Dyane n'évoluera que légèrement durant sa carrière : volant (deux puis une branche à partir de 1973) et compteur à chiffres pairs (0-120) puis impairs (0-130) et enfin pairs (0-140).

## Origine du nom

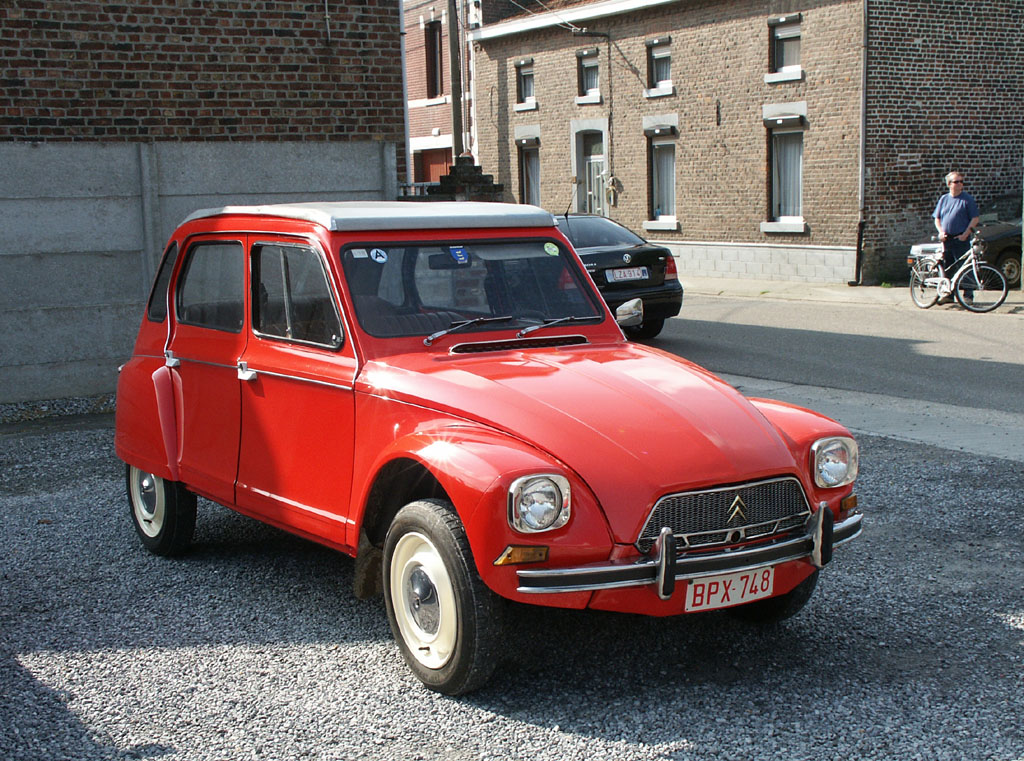
Dyane 6

Il y a peu de doute sur l'origine du nom « Dyane ». Cette appellation provient directement des archives Panhard dont Citroën est devenu propriétaire. En effet, Panhard a déposé, à côté des marques « Dyna », « Dynavia » et autres « Dynamic », le nom « Dyane » qui vient de Diane, la déesse romaine de la chasse.
Il existe par ailleurs des théories non vérifiées autour d'un jeu de mots la di-ânes (littéralement 2 ânes) pour sa parenté avec la 2 CV que l'orthographe essaya de dissimuler.
La version fourgonnette de la Dyane se nomme « Acadiane ». Sous cette forme, elle perd le « Y », sauf en Espagne où elle s'appelle Dyane 400.
Sortie en mai 1968, la Méhari est un modèle basé sur la Dyane avec pour appellation exacte « Dyane Méhari ».

## Motorisations

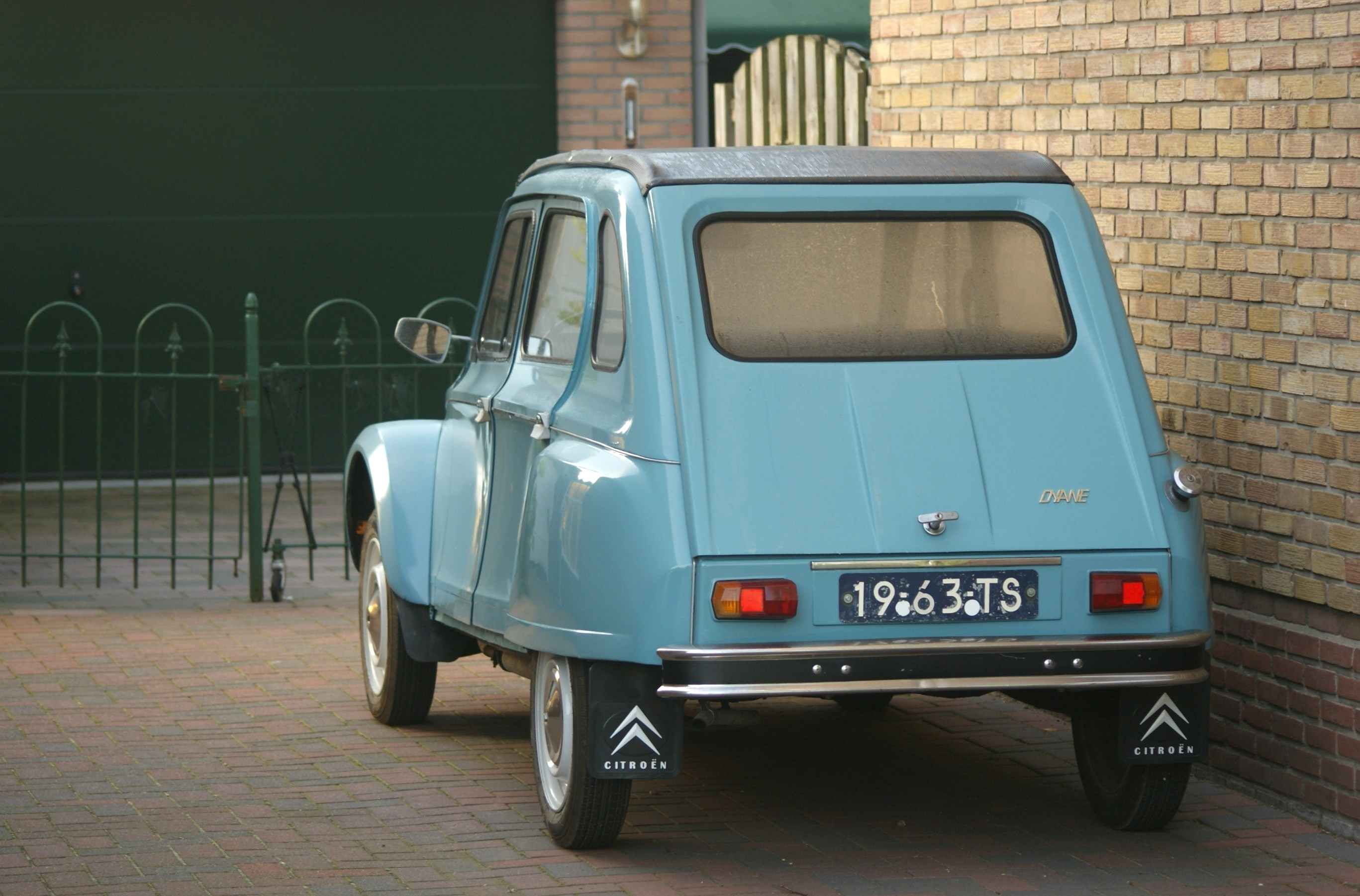
Citroën Dyane

À sa sortie, la Dyane (type AYA) est disponible avec le « moteur bicylindre » de 425 cm3 type A79/0 dérivé du A53 de la 2CV porté à 18 ch DIN Au lieu de 16. 
Un deuxième modèle, la Dyane D6 (type AYA3) à moteur M4 de 602 cm3 3 CV fiscaux de l'Ami 6, est ajouté à la gamme en janvier 1968.  
En mars 1968, un troisième modèle, la Dyane 4 (type AYA2) avec le nouveau moteur de 435 cm3 de 2 CV, est lancé en remplacement du 425. 
En septembre 1968 apparaît la Dyane 6, qui remplace la D6 avec la nouvelle version du moteur 602 cm3 . Il s’agit dans un premier temps du moteur AK2 (type M28/1) déjà en service sur la Méhari et la 2cv fourgonnette AKB avec carburateur simple corps de 34mm et rapport volumétrique 8,5/1. En février 1970, ce dernier moteur passe à la 2CV6 nouvellement créée et la Dyane 6 se voit alors équipée de la variante AM2 (type M28) issue de l’ami 8, cette fois avec carburateur double-corps, rapport volumétrique 9/1 et air d’admission pulsé pris sur le carénage du ventilateur de refroidissement.
La Dyane 4 à moteur 435 cm3 est supprimée en septembre 1975, ne laissant que la Dyane 6.

## Classement dans le système fiscal et assurantiel français
La Dyane était un trait d'union entre la « 2 CV » et l'« Ami 6 », communément connue en raison de sa classification sous le nom de « 3 CV ». En fait, la Dyane se classait avec tous les moteurs à 2 CV et seulement avec le moteur 0,6 litre à 3 CV. La classification était donc identique à celle du modèle sœur plus petit.

## La Dyane à l'étranger
- En Iran, à partir de la fin 1968, la SAIPA (Société anonyme iranienne de production automobile), société à 75 % iranienne, assemble une Dyane avec des ailes arrière découpées sur le tracé de la roue en étant appelée sous le nom de « Jyane »[1], ce qui signifie « féroce » en persan. En outre, une version pick-up y est proposée. Plus tard, le directeur de l'usine, Jean Kahtchatourian, signera un accord avec Renault et assemblera aussi la Renault 5.

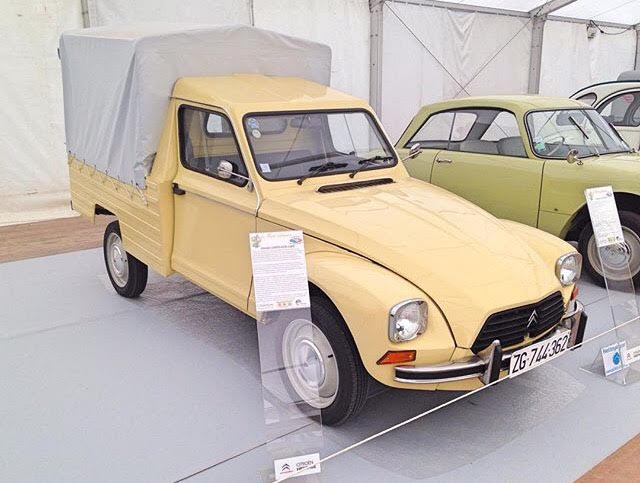
Citroën Geri à la Nationale 2CV 2017.

- En Yougoslavie (Slovénie) la « Diana » locale, assemblée à partir de kits CKD envoyés par la maison mère Citroën en France à sa filiale en Yougoslavie[2], reçut aussi une version fourgonnette appelée « Dak » et un pick-up appelé « Geri », tous deux sur une plateforme de berline sans allongement de l'empattement. Environ 2 200 Dak et 900 Geri furent produits entre 1981 et 1985[3].

## Compétitions
Une Dyane conduite par Michel Peyret et Jean-Jacques Cornelli participe au 44e rallye Monte-Carlo en 1976. Inscrite avec le numéro 102, elle arrive 80e sur 84 concurrents classés et 148 au départ.